# Volgrecht
Het volgrecht geeft een beeldend kunstenaar het recht op vergoeding bij doorverkoop van een kunstwerk. In landen die volgrecht kennen maakt dit onderdeel uit van het auteursrecht.

## Achtergrond
Van muziekstukken en romans en gedichten worden gewoonlijk vele exemplaren geproduceerd en de makers ervan kunnen per verkocht exemplaar betaald krijgen (royalty's). De makers van werken van grafische of beeldende kunst hebben minder mogelijkheden om aan hun kunstwerk te verdienen. De kunstenaar kan het immers maar eenmaal verkopen. Als hun werken later voor een veelvoud van de oorspronkelijke prijs verkocht wordt, bijvoorbeeld omdat ze ondertussen beroemder zijn geworden, profiteren ze daar niet meer van.

## Europese wetgeving
In 1996 hadden sommige landen van de Europese Unie wel een volgrecht en ander niet. Een volgrecht bestond in Frankrijk, België, Duitsland, Portugal, Spanje, Denemarken, Griekenland, Finland en Zweden. In Italië en Luxemburg bestond het maar werd het in de praktijk  niet toegepast. Een  richtlijn  is ingevoerd om de interne markt voor kunstwerken in de Europese Unie gelijk te trekken. 

### Tarieven en vrijstellingen
Het volgrecht kan niet door de kunstenaar aan een ander worden overgedragen, maar het kan wel door een erfgenaam geërfd worden. Zeventig jaar na het overlijden van de kunstenaar vervalt het volgrecht voor zijn kunstwerken.
Het volgrecht bedraagt 4% bij een verkoopprijs tot € 50.000. Bij hogere verkoopprijzen gelden lagere percentages. Kunstwerken met een lagere prijs dan een bepaalde drempel zijn vrijgesteld van volgrecht. Lidstaten kunnen de hoogte van die drempel zelf bepalen, maar hij mag hoogstens € 3000 zijn.
Voor kunstwerken tot € 10.000 kan eventueel kan worden bepaald dat een handelaar die een kunstwerk rechtstreeks van de maker koopt vrijgesteld is van betaling van volgrecht, als hij het binnen drie jaar verkoopt.

## Nederland
Bij de parlementaire behandeling op 14 september 2005 wees Minister van Justitie Donner op het voorbeeld van Vincent van Gogh:
"Gedurende zijn leven heeft hij (Van Gogh) namelijk slechts één schilderij kunnen verkopen en wel De rode wijngaard voor 400 francs. Dit werk zou vandaag de dag echter tientallen miljoenen euro’s opbrengen. Van Gogh zou dus nooit enige vrucht hebben gehad van deze waarde."
De Nederlandse regering heeft in 2004 een wetsvoorstel ingediend om het volgrecht op te nemen in de Auteurswet 1912 (artikel 43a en volgende). Deze wetswijziging is op 1 april 2006 in werking getreden.
Op grond van deze regeling geldt het volgrecht alleen voor verkoop waarbij de professionele handel - kunsthandelaren, galeries en veilinghuizen - is betrokken als koper, verkoper of tussenhandelaar. Het geldt dus niet voor een verkoop waarbij alleen particulieren betrokken zijn. Het volgrecht is alleen verschuldigd als de verkoopprijs boven de Europese minimumdrempel van € 3000 ligt.
Naar schatting zal er jaarlijks voor ongeveer 3000 tot 4000 verkooptransacties betaald moeten worden.
Veel binnenlandse en buitenlandse kunstenaars laten hun volgrecht innen door de Stichting Pictoright.

### Kritiek
De Stichting NedArt en de Nederlandse Galerie Associatie verwachten dat onder meer als gevolg van de invoering van het volgrecht de kunstmarkt zich steeds verder zal verplaatsen vanuit de EU naar Zwitserland en de Verenigde Staten van Amerika. De Stichting Beeldrecht
en de Stichting Auteursrechtbelangen stellen echter dat een kunstliefhebber zich door een kleine prijsverhoging meestal niet laat weerhouden het werk van zijn of haar keuze te kopen.

## België
In België bestond het volgrecht al geruime tijd. Op grond van de wet van 25 juni 1921 tot het innen van een recht op de openbare kunstveilingen, ten bate der kunstenaars, auteurs der verkochte werken was een volgrecht verschuldigd bij het veilen van schilderijen, beeldhouwwerken, tekeningen en etsen.
Het volgrecht is vastgelegd in de artikelen 11 tot 13 van de Auteurswet (voluit: Wet van 30 juni 1994 betreffende het auteursrecht en de naburige rechten). Het Koninklijk Besluit van 2 augustus 2007 en de wet van 4 december 2006 zetten de Europese richtlijnen van 2001 om in Belgische wetgeving.
Een volgrecht is aan de kunstenaar verschuldigd bij verkoop van een origineel werk van beeldende kunst (schilderijen, beeldhouwwerken, illustraties, tekeningen, grafisme en infografisme, bouwwerken, fotografische werken, kledij, juwelen, meubelen, gebruiksvoorwerpen) zodra actoren uit de professionele kunsthandel betrokken zijn als verkoper, koper of tussenpersoon (kunstgalerijen, openbare veilingen), indien de prijs hoger is dan € 2.000,00. Het volgrecht kent een degressief tarief op basis van de verkoopprijs waarbij een eerste schijf aan 4% wordt berekend, en de hoogste schijf 0,25% bedraagt.
De collectieve beheersvennootschappen die volgrecht beheren zijn SABAM en Sofam.